# Eremurus iae
Eremurus iae är en grästrädsväxtart som beskrevs av Aleksei Ivanovich Vvedensky. Eremurus iae ingår i släktet Eremurus och familjen grästrädsväxter. Inga underarter finns listade i Catalogue of Life.